# Victor Ordóñez
Victor Ordóñez (Madrid, 30 september 1981) is een Spaans autocoureur.

## Carrière
Ordóñez begon zijn autosportcarrière in de Open Telefónica by Nissan in 2000. Voor het team Repsol Meycom behaalde hij een vierde plaats op het Circuito Permanente del Jarama als beste resultaat, waardoor hij op de dertiende plaats in het kampioenschap eindigde met 23 punten.
In 2001 bleef Ordóñez in de Open Telefónica by Nissan rijden voor Meycom. Dit seizoen behaalde hij zijn eerste podiumplaats in het kampioenschap met een derde positie achter Andrea Belicchi en Tomas Scheckter op het Circuito de Albacete. Uiteindelijk verbeterde hij zichzelf naar de elfde plaats in de eindstand met 39 punten.
In 2002 kwam Ordóñez uit in zijn derde seizoen in het kampioenschap, dat de naam had veranderd naar World Series by Nissan, voor Meycom. Hij kende echter een moeilijk seizoen en scoorde enkel drie punten met een achtste plaats op Albacete, wat hem de 23e plaats in het kampioenschap opleverde. Twee raceweekenden voor het einde van het jaar werd hij vervangen door Rodrigo Sperafico.
In 2003 reed Ordóñez in twee raceweekenden van het Spaanse Formule 3-kampioenschap. In het eerste raceweekend op Albacete kwam hij uit voor het team G-Tec Sport en viel in beide races uit. In het laatste raceweekend op het Circuit de Catalunya reed hij voor EV Racing en eindigde hij de eerste race als veertiende, wat hem twee punten opleverde, en viel hij opnieuw uit in de tweede race. Hiermee werd hij 23e in het eindklassement. In 2005 en 2007 reed hij twee seizoenen in het Spaanse GT-kampioenschap, waarin hij in zijn laatste seizoen één keer op het podium stond. Hierna startte Ordóñez niet meer in grote internationale races.